# Byrehope Mount
Der Byrehope Mount ist ein Hügel in den Pentland Hills. Die 536 m hohe Erhebung liegt im Zentrum des südlichen Teils der rund 25 km langen Hügelkette in der schottischen Council Area Scottish Borders.
Die nächstgelegene Ortschaft ist das rund vier Kilometer südöstlich gelegene West Linton. Tarbrax ist acht Kilometer westlich vor der Westflanke der Pentland Hills gelegen. Zu den umgebenden Hügeln zählen der Craigengar im Westen, der Colzium Hill im Nordwesten, der Faw Mount im Westen, der King Seat im Südosten sowie Catstone Hill und Millstone Rig im Südwesten.

## Umgebung
An den Flanken des Byrehope Mounts entspringen mehrere Bäche. So fließt von der Nordwestflanke der West Burn ab, der südöstlich zum 1969 eingerichteten West Water Reservoir aufgestaut wird, welches der regionalen Wasserversorgung dient. Des Weiteren entspringen an der Nordflanke mehrere Quellbäche des Baddinsgill Burn. Dieser speist nicht das Baddinsgill Reservoir, sondern mündet direkt südlich des Stausees in das abfließende Lyne Water.